# (7608) Telegramia
(7608) Telegramia est un astéroïde de la ceinture principale.

## Description
(7608) Telegramia est un astéroïde de la ceinture principale. Il fut découvert par Jana Tichá le 22 octobre 1995 à Klet'. Il présente une orbite caractérisée par un demi-grand axe de 2,42 UA, une excentricité de 0,17 et une inclinaison de 3,604° par rapport à l'écliptique.
Il fut nommé en référence au 75e anniversaire des circulaires de l'UAI, dont les premiers numéros étaient envoyés par télégramme.

## Compléments